# Великі хани Монгольської імперії
Великі хани Монгольської імперії
До цього списку включені правителі єдиної імперії (Еке Монгол улус — Великого Монгольського улусу), включаючи регентів, каани-імператорів династії Юань і великих ханів династії Північна Юань.

## Великі хани
- Чингізхан (1206-1227)
- каган відсутній (1227—1229)
- Угедей (1229—1241)
- каган відсутній (1241—1246)
- Гуюк (1246—1248)
- каган відсутній (1248—1251)
- Мунке (1251—1259)
- каган відсутній (1259—1260)
- Хубілай (1260—1294)

###### Монгольські великі хани династії Юань
- Хубілай (Сецен-хаган, 1260—1294)
- Темура (Олджейту-хаган, 1294—1307)
- Хайсан (Кулуг-каган, 1307—1311)
- Аюрбарібада (Буянт-хаган, 1311—1320)
- Шідебала (Геген-хаган, 1321—1323)
- Єсун-Темур (1323—1328)
- Раджапіка (1328)
- Туг-Темура (Джаяту-хаган, 1328—1329)
- Хошіла (Кутукту-хаган, 1329)
- Туг-Темура (Джаяту-хаган, 1328—1332)
- Ірінджібал (1332)
- Тогон-Темура (Ухагату-хаган) (1333—1368)

###### Великі монгольські ханидинастії Північна Юань
- Білігту-хан (Аюшрідара) (1370—1378)
- Усха-хан (Тогуса-Темура) (1378—1388)
- Дзорігту-хан (Есудер) (1388—1392)?
- Енке-хан (? -1392)
- Елбег Нігулесугчі-хан (1392—1399)
- Гун Темура-хан (1400—1402)
- Оруг Темура-хан — Ні-чингизид (1400—1403)
- Олдз Темура-хан (Пуньяшрі) (1403—1412)
- Делбег-хан (1415)
- Ойрадай-хан (1415—1425)
- Адай-хан (1425—1438)
- Тайсун-хан (Тохта-Бугу) (1433—1452)
- Агбарджін-джінон (1453)
- Есен-тайши — вождь ойратів, що не-чингисидов (1453—1454)
- Махагургіс-хан (Укегту) (1454—1465)
- Молоні-хан (1465—1466)
- Мандуул-хан (1475—1478)
- Даян-хан (Бату-Мунке) (1478—1516)
- Барсболод-джінон — регент (1516)
- Боді-Алаг-хан (1516—1547)

###### Наступні хани-наступники Даян-хана безпосередньо управляли тумен Чахар, і, хоча вони мали формальну владу над іншими монгольськими туменами, не мали реальної влади керувати ними.
- Дарайсун-Годен-хан (1547—1557
- Тумен-Дзасагту-хан (1557—1592)
- Буян-Сецен-хан (1592—1603)
- Лігден-хан (1604—1634)
- Еджей-хан (1634—1635)

Влада останнього всемогольского хана була ліквідована імперією Цин в свою користь.

###### Монгольська незалежна монархія в XX столітті
Після повалення династії Цин в Китаї Монголія оголосила незалежну теократичну монархію: Богдо-геген Джебцзун-Дамба-хан (1911—1924)
З 1921 р монархія набула статусу обмеженою, в 1924 р в зв'язку зі смертю монарха була проголошена народна республіка.